# Juan Meléndez Valdés
Juan Antonio Meléndez Valdés – hiszpański prawnik, polityk, poeta i człowiek oświecenia. 
Był członkiem Hiszpańskiej Akademii Królewskiej oraz wykładowcą nauk humanistycznych na Uniwersytecie w Salamance. Pisał między innymi ody i sonety. Miał oświeceniowe i liberalne poglądy, wspierał ważne reformy państwowe i społeczne. Po upadku jego protektora Jovellanosa i z powodu swoich liberalnych poglądów musiał opuścić Madryt w 1798 roku. Powrócił w 1808 i w czasie hiszpańskiej wojny niepodległościowej przyjął stanowisko w okupacyjnym rządzie Józefa Bonapartego. Po powrocie na tron Ferdynanda VII musiał udać się na wygnanie do Francji, gdzie zmarł w Montpellier w 1917 roku.